# De Casteelse Poort

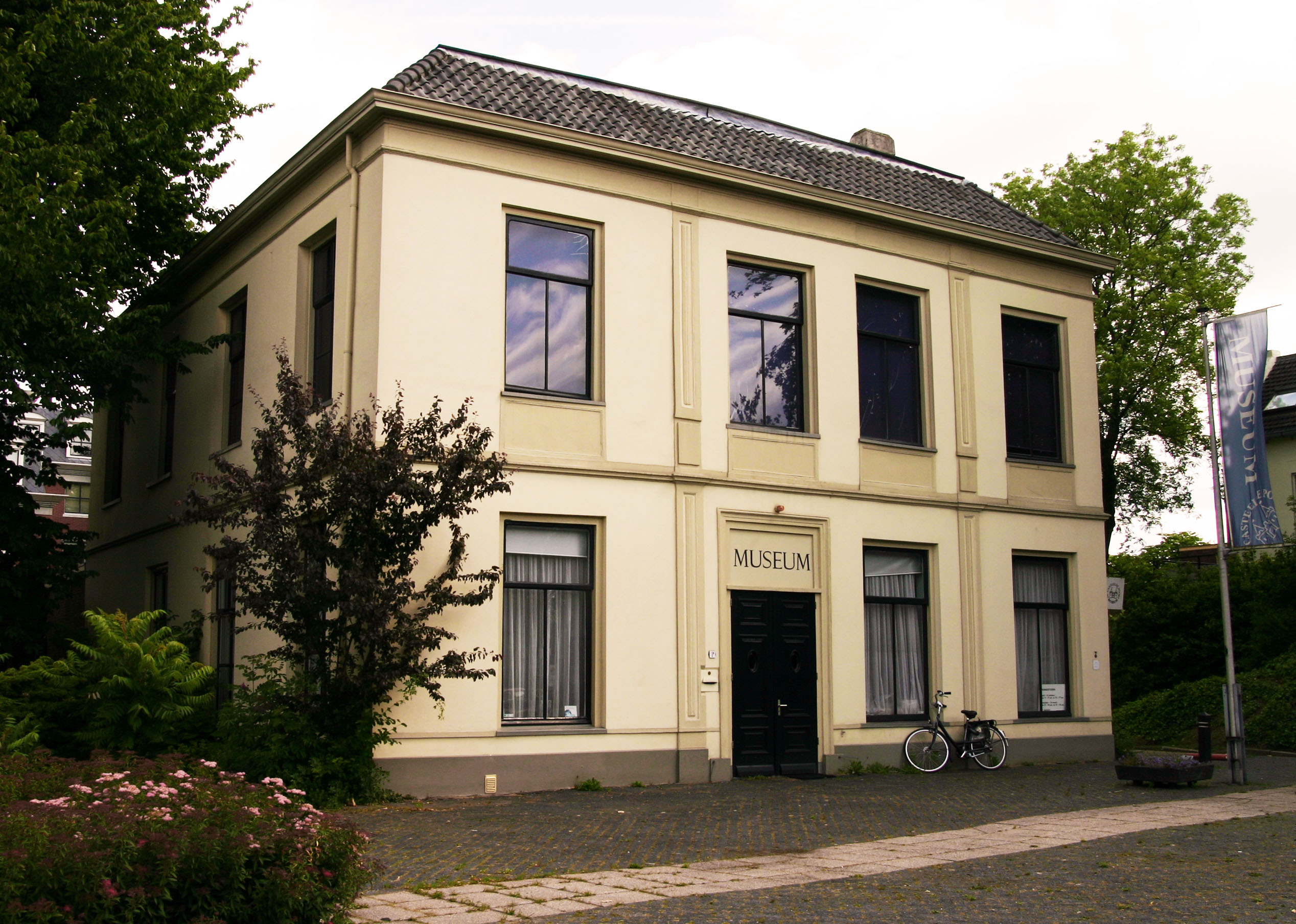
De Casteelse Poort

De Casteelse Poort is een klein museum in de Gelderse stad Wageningen. Het museum biedt zowel permanente als tijdelijke tentoonstellingen over de geschiedenis van Wageningen, maar ook (verkoop)exposities van moderne kunst in het zogenaamde Koetshuis.
Het museum is gehuisvest in het pand Villa Vada, dat in de negentiende eeuw werd gebouwd met gebruikmaking van restanten van het poortgebouw van het zestiende-eeuwse kasteel van Wageningen. Op het voorterrein van het museum bevindt zich een kelder met een kruisgewelf. Deze kelder is gebouwd in 1525, maakte deel uit van het kasteel en heeft de status van rijksmonument. Gebouw en grond zijn eigendom van de gemeente Wageningen.
De Casteelse Poort wordt geëxploiteerd door vrijwilligers. De inkomsten bestaan uit entreegelden, schenkingen en een subsidie van de gemeente. De Vereniging Vrienden van het Wagenings Museum ondersteunt het museum bij de aankoop van bijzondere objecten en bij de uitvoering van speciale projecten.

## Collectie
In de vaste opstelling worden twee thema's belicht. 
In de historiezaal wordt de geschiedenis van de stad en de regio belicht, vanaf het ontstaan van de eerste nederzettingen, 5000 jaar geleden, tussen de stuwwallen en de Rijn. Een grote maquette geeft een beeld van de stad in de 17e eeuw. Er wordt uitvoerig stilgestaan bij de industriële ontwikkeling in de 19e eeuw, m.n. bij de baksteenindustie langs de rivier en de daarmee verband houdende groei van de stad en bij de stichting in 1876 van de Rijkslandbouwschool (de huidige Wageningen University & Research of WUR).
Het tweede thema van de vaste opstelling vormt de ondertekening van de Instrument of surrender in Hotel De Wereld op 5 mei 1945, waarmee formeel een einde kwam aan de Duitse bezetting van Nederland. Deze gebeurtenis wordt aan de hand van authentieke voorwerpen gepresenteerd.